# Milovan Zoričić
Milovan Zoričić (Zagreb, 31. svibnja 1884. – Zagreb, 27. siječnja 1971.), bio je pravnik, športski djelatnik, nogometni sudac, prvi predsjednik Hrvatskog nogometnog saveza.

## Životopis
Milovan Zoričić rodio se u Zagrebu 1884. godine. Pohađao je Klasičnu gimnaziju u Zagrebu koju je završio 1902. godine. 1925. godine izabran je za prvog predsjednika Saveza lovačkih društava Hrvatske i Slavonije. Iste godine Milovan Zoričić postaje suradnikom Lovačkog vjesnika gdje piše o temama iz svih područja lovne znanosti i zakonodavstva. Od 1955. godine bio je dopisni član JAZU.

## Pravnik i sudac
Pravne znanosti apsolvirao je u Zagrebu, gdje je i doktorirao na Pravnom fakultetu. Bio je predsjednik Upravnoga suda u Zagrebu (1929. – 1932. i 1935. – 1945.) a nakon Drugoga svjetskog rata (1945. – 1946.) sudac Vrhovnog suda Hrvatske. Liga naroda imenovala ga je za člana međunarodne Vlade (1932. – 1935.) za tada sporno Saarsko područje. Član Međunarodnog suda pravde u Haagu bio je od 1946. do 1958. godine.

## Športski djelatnik

### HAŠK
Od svoje rane mladosti opredijelio se i za šport. Spojio je svoju akademsku naobrazbu i praksu sa športom i bio dugogodišnji športski djelatnik i nogometni sudac. Milovan Zoričić je kao 19–godišnjak bio jedan od utemeljitelja Akademskog športskog kluba iz Zagreba 1903. godine i jedan od njegovih najagilnijih članova. Godinu dana nakon utemeljenja, upravo na njegov prijedlog, klub mijenja ime u Hrvatski akademski športski klub (HAŠK), dakle u ime koje i danas živi.

### Pravila nogometne igre
Početkom 1908. godine, u izdanju HAŠK-a tiskana su Pravila nogometne igre, što ih je s engleskog originala preveo i pojasnio upravo Milovan Zoričić. Ta su Pravila
objavljena u posebnoj knjižici a doživjela su i drugo izdanje krajem 1911. godine. Rješenjem Hrvatskog športskog saveza, ta nova Pravila su proglašena službenim pravilima HŠS–a. Tako su hrvatski nogometaši, zahvaljujući Milovanu Zoričiću, dobili svoja prva službena pravila s tumačenjima za njihovu primjenu, čak godinu dana prije nego što je u Hrvatskoj utemeljeno nogometno vodstvo i organizirano prvo prvenstvo u sezoni 1912/13.

### Hrvatski športski savez i Hrvatski nogometni savez
Na utemeljiteljskom skupu Hrvatskog športskog saveza, 5. listopada 1909. godine kao jedan od suutemeljitelja 25-godišnji Milovan Zoričić je izabran za prvog tajnika, a 13. lipnja 1912. godine, na Drugoj godišnjoj skupštini HŠS–a, prilikom utemeljenja Pododbora HŠS-a, Sekcije za nogomet, imenovan je predsjednikom tog pododbora. Time je utemeljena prva nacionalna nogometna organizacija u Hrvatskoj, taj datum bilježi se datumom osnutka Hrvatskog nogometnog saveza, a Milovan Zoričić prvim predsjednikom.
Zanimljivost je da je s Hinkom Würthom bio je izbornik Hrvatske na prvoj neslužbenoj utakmici reprezentacije Slavia - Hrvatska (15:2) u Pragu 1907. godine

## Djela
- Pitanje lova u Hrvatskoj i Slavoniji, Zagreb, 1919.
- Tumač zakona o lovu od 5 decembra 1931: sa tekstom Zakona o lovu, Zagreb, 1935.
- Teritorijalno more: s osvrtom na otvoreno i unutarnje more, vanjski pojas i pitanja kontinentalne ravnine, Zagreb, 1953.

## Nagrade i odlikovanja
Primio je odlikovanja od 7 različitih država.